# Mogwai
Mogwai – szkocki zespół rockowy założony w 1995 roku w Glasgow w składzie: Stuart Braithwaite, Dominic Aitchison, Martin Bulloch i John Cummings. Zadebiutował na rynku fonograficznym 18 marca 1996 roku singlem „Tuner” / „Lower”, wydanym przez własną wytwórnię płytową, Rock Action Records. W roku następnym wydał swój debiutancki album studyjny, Young Team. W sumie ukazało się 10 albumów studyjnych zespołu (stan na koniec 2021 roku). Największym jego sukcesem komercyjnym okazał się jubileuszowy, 10. album, zatytułowany As the Love Continues, który doszedł do 1. miejsca na liście UK Albums Chart oraz został zgłoszony do nagrody Mercury Prize 2021. Zespół ma swym koncie również kilka albumów z muzyką filmową. Jego styl muzyczny jest określany jako post-rock.

## Historia

### Początki (1991–1997)
W 1991 roku na imprezie w Ned’s Atomic Dustbin Stuart Braithwaite spotkał Dominika Aitchisona. Wkrótce połączyło ich obu zamiłowanie do muzyki. Aitchison był fanem undergroundowej amerykańskiej muzyki rockowej i jej wykonawców, takich jak Slint i Palace. Braithwaite natomiast słuchał wykonawców psychodelicznych: Spacemen 3, The Stooges i 13th Floor Elevators.

Kiedy zaczynaliśmy, dużo rozmawialiśmy o Slint, ponieważ był to zespół, z którym zapoznał mnie Dominic, a oni byli naprawdę dość mało znani.

Obaj ze szkolnym kolegą, Martinem Bullochem założyli zespół Mogwai dając pierwszy koncert w czerwcu 1995 roku. Wkrótce do zespołu dołączył gitarzysta John Cummings i Mogwai szybko zyskał reputację błyskotliwego zespołu koncertowego. Swoją nazwę członkowie zespołu zaczerpnęli od tytułowego bohatera klasycznego horroru z lat 80., Gremliny rozrabiają. Nie zdawali sobie wtedy sprawy, że nazwa Mogwai została zaadaptowana z chińskiego słowa mogui (魔鬼), oznaczającego demona. Jednak Stuart Braithwaite wspominał po latach:

Zawsze chcieliśmy mieć lepszą nazwę niż Mogwai, ale, jak w przypadku wielu rzeczy, nigdy się koło tego nie zakręciliśmy.

Dzięki pożyczce w wysokości 400 funtów od Martina Bullocha (późniejszego szwagra Braithwaite’a) zespół założył własną wytwórnię płytową, Rock Action Records.
18 marca 1996 roku Mogwai zadebiutował na rynku fonograficznym singlem „Tuner” / „Lower”, który był zarazem debiutem wydawniczym Rock Action Records. Po nim został wydany singiel dzielony z zespołem Dweeb, zatytułowany „Angels vs. Aliens”. Następnie wydany został „Summer”, a na początku 1997 roku „New Paths to Helicon”. Te wczesne nagrania z lat 1996–1997 zespół postanowił wydać na składance Ten Rapid, która ukazała się 17 kwietnia 1997 roku.

### Young Team(1997)
Na czas nagrywania debiutanckiego albumu studyjnego zespołu, Young Team do składu dołączył były członek Teenage Fanclub i Telstar Ponies, Brendan O’Hare. Nagrany w Hamilton, w Scotland's Gargleblast Studios, z udziałem wokalisty Aidana Moffata z Arab Strap, album zawierał jedne z najbardziej charakterystycznych przykładów nagłych zmian dynamiki Mogwai. Po wydaniu w październiku 1997 roku dotarł on do 75. miejsca na UK Albums Chart zdobywając szerokie uznanie. Został sprzedany na terenie wielkiej Brytanii w liczbie ponad 30 tysięcy egzemplarzy. Ugruntował zarówno rentowność finansową wytwórni Chemikal Underground jak i jej wpływ na kulturę. Zespół umocnił w międzyczasie swoją reputację dzięki dynamicznym występom na żywo. Wkrótce Mogwai opuścił O’Hare wracając do swoich głównych projektów Macrocosmica i Fiend, a jego miejsce zajął Barry Burns.
W 1998 roku Mogwai odbył sześciomiesięczne tournée po Europie i Wielkiej Brytanii. Znalazł jednak trochę czasu na powrót do studia. Nagrał wówczas zbiór remiksów Kicking a Dead Pig, a kilka miesięcy później ukazała się jego EP-ka No Education = No Future (Fuck the Curfew).

### Come On Die Young(1999)
13 listopada 1998 roku w Tarbox Road Studio w Cassadaga (w stanie Nowy Jork) Mogwai rozpoczął pod kierunkiem Dave’a Fridmanna nagrywanie albumu, zatytułowanego Come On Die Young. Podczas rejestracji materiału muzycznego zadebiutował nowy członek zespołu, Barry Burns. Wydany w marcu 1999 roku, podbudował sukces debiutanckiego albumu grupy, osiągając pozycję nr 29. na UK Albums Chart oraz nr 6. na UK Independent Albums. Na albumie tym Mogwai zaprezentował, zdaniem Heather Phares z magazynu AllMusic, bardziej minimalistyczne podejście, inspirowane dokonaniami Slint i The For Carnation.
Stuart Braithwaite w wywiadzie udzielonym Louisowi Pattisonowi z magazynu Uncut z okazji wydania wersji deluxe albumu (2014) stwierdził, iż zespół wówczas świadomie postanowił pójść pod prąd tego, czego od niego, jako głośno grającego zespołu oczekiwano:

Myślę, że chcieliśmy pokazać, że w naszej muzyce jest coś więcej niż radykalne zmiany dynamiki, i zdecydowanie mieliśmy to na uwadze. Liczne bardzo minimalistyczne płyty, takie jak Seventeen Seconds The Cure i Spiderland Slinta również miały na nas wpływ w tamtym czasie.

### Rock Action(2001)
23 września 2000 roku Mogwai rozpoczął w Tarbox Road Studio w Cassadaga, w stanie Nowy Jork nagrywanie kolejnego albumu studyjnego. Nagrywając nowy album zespół postanowił odejść od dotychczasowego schematu głośno–cicho–głośno na rzecz łagodniejszych brzmień. Rejestracja materiału muzycznego odbywała się pod kierunkiem Tony’ego Doogana i Dave’a Fridmanna. 20 października zespół i Fridmann kontynuowali nagrania w Sorcerer Studio w Nowym Jorku, po czym 20 listopada zespół zmiksował nagrania w Tarbox Road Studio.
Album Rock Action został wydany 24 kwietnia 2001 roku w Stanach Zjednoczonych (przez wytwórnię Matador Records), a 6 dni później – w Wielkiej Brytanii (nakładem Southpaw Recordings i [PIAS] Recordings). Album był notowany wyżej niż jego poprzednik zajmując 23. miejsce na liście UK Albums Chart oraz 4. na UK Independent Albums
1 października tego samego roku ukazał się drugi album kompilacyjny zespołu, EP+6, będący, podobnie jak Ten Rapid zbiór eksperymentalnych singli, sprawiających wrażenie albumu studyjnego. W zbiorze znalazły się nagrania z wcześniej wydanych EP-ek: 4 Satin (1997), No Education = No Future (Fuck the Curfew) (1998) i EP (1999).
Pod koniec tego samego roku zespół wydał EP-kę „My Father My King”, pojedynczy 20-minutowy utwór, który często zamykał występy Mogwai w tamtym okresie.

### Happy Songs for Happy People(2003)
21 maja 2003 roku został wydany w Japonii przez miejscową wytwórnię Toy’s Factory czwarty album studyjny Mogwai, Happy Songs for Happy People. W Europie miał premierę 9 czerwca w Wielkiej Brytanii.
Od strony muzycznej Happy Songs for Happy People nawiązuje do klimatu skupienia i powściągliwości, obecnym na poprzednim albumie, Rock Action nadając im szerszy wymiar. Użyte instrumentarium to gitary, fortepian, smyczki i perkusja oraz, okazjonalnie, zniekształcenia dźwięku i elektronika.
Album osiągnął 6. pozycję w Wielkiej Brytanii (na UK Independent Albums) i był pierwszym znaczącym sukcesem zespołu w Stanach Zjednoczonych, osiągając 182. miejsce na Billboard 200 Albums Chart i 13. na Billboard Independent Albums Chart (podobnie jak jego poprzednik, Happy Songs otrzymał certyfikat złotej płyty w Europie w 2009 roku).
Album zebrał na świecie pochlebne recenzje, co otworzyło Mogwai drogę do koncertowania wraz z The Pixies oraz The Cure.
W ramach trasy promującej album 24 sierpnia 2003 roku zespół zagrał koncert w warszawskim klubie Proxima. Był to jego pierwszy występ przed polską publicznością.

### Mr Beast(2006)
21 lutego 2005 roku w Europie i dzień później w Stanach Zjednoczonych ukazał się trzeci album kompilacyjny Mogwai, Government Commissions: BBC Sessions 1996–2003. Zebrane na albumie utwory pochodziły z różnych sesji nagraniowych, rejestrowanych w latach 1996–2003 w Radiu BBC pod kierunkiem Johna Peela i Steve’a Lamacqa.
W okresie od kwietnia do października 2005 roku w nowym studiu, Castle of Doom w Glasgow Mogwai nagrywał swój piąty album studyjny. Miksowanie utworów zostało ukończone w połowie października, a produkcją albumu zajął się Tony Doogan. Do początkowych wydań dołączona została płyta DVD, zawierająca 40-minutowy dokument, The Recording Of Mr. Beast. Album został wydany 3 marca 2006 roku w Stanach Zjednoczonych, a 6 marca 2006 w Wielkiej Brytanii i Europie. Od strony muzycznej kontynuował refleksyjny kierunek, w jakim zespół podążał w latach 2000. Zdobył 128. miejsce na liście Billboard 200 i 31. miejsce na UK Albums Chart, a singiel „Friend of the Night” stał się hitem Top 40 w Wielkiej Brytanii. W następnym roku Mr. Beast uzyskał w Europie status złotej płyty. Dwa utwory z albumu: „Auto Rock”, „We’re No Here” znalazły się na ścieżce dźwiękowej do filmu Miami Vice.

### The Hawk Is Howling(2008)
Pomiędzy wrześniem 2007 a lutym 2008 roku został zarejestrowany i wyprodukowany przez Andy’ego Millera w Chem19 w Hamilton szósty album studyjny zespołu, The Hawk Is Howling. Miks zrealizował w marcu w Castle of Doom Studios w Glasgow Gareth Jones. Był to pierwszy album Mogwai składający się wyłącznie z nagrań instrumentalnych. Został wydany 17 września 2008 roku w Japonii. W Europie miał premierę 22 września, a w Stanach Zjednoczonych dzień później. Album dotarł do 35. miejsca na UK Album Chart, 97. miejsca na Billboard 200, a w 2012 roku otrzymał w Europie certyfikat złotej płyty.

### Special Moves(2010)
W kwietniu 2009 roku w Brooklynie Mogwai dał trzydniowy koncert, który został zarejestrowany. Podczas tego samego koncertu zarejestrowano również film. W dniach 20–24 sierpnia 2010 roku został wydany w 8 wersjach (jako różne zestawy CD, LP, DVD) album, Special Moves. Zespół wybrał z nagranego materiału najlepsze nagrania – utwory odznaczają się wysoką jakością wykonania i prezentują znany styl muzyki Mogwai – od spokojnych pastoralnych pasaży do otwartego gitarowego katharsis. Projekt graficzny okładki zrealizował Aidan Moffat. Z zarejestrowanego materiału filmowego zmontowano film, zatytułowany Burning, w reżyserii Vincenta Moona i Nathanaëla Le Scouarneca.

### Hardcore Will Never Die, But You Will(2011)
Latem 2010 roku w Chem 19 Studios zespół nagrał z udziałem Paula Savage’a (który wyprodukował również Young Team) materiał muzyczny na kolejny album studyjny. Miksowanie odbyło się w Castle of Doom. Wydaniem płyty miała zająć się wytwórnia Sub Pop, do której zespół przeniósł się z Matador Records. Zespół na oficjalnej stronie zapowiedział wydanie limitowanej wersji albumu zawierającej bonusowy CD z ponad 20-minutowym utworem „The Singing Mountain”, nagranym dla instalacji artystycznej Douglasa Gordona i Olafa Nicolaia w Essen. Ogłosił także plany długiej, światowej trasy koncertowej w 2011 roku.
Album Hardcore Will Never Die, But You Will został wydany w lutym 2011 roku. Zdobył 25. miejsce na UK Album Chart i 97. miejsce na Billboard 200. W październiku tego samego roku otrzymał certyfikat srebrnej płyty w Europie.
Wcześniej, 23 lipca zespół wystąpił na festiwalu iTunes Festival w londyńskiej hali Roundhouse, co zostało udokumentowane minialbumem Mogwai – iTunes Festival London 2011, wydanym 26 sierpnia jako digital download.
Jeszcze w tym samym roku zespół wydał EP-kę z niepublikowanym materiałem z sesji Hardcore..., Earth Division, wydaną przez Sub Pop. W grudniu 2012 roku zespół wydał zbiór remiksów Hardcore Will Never Die, But You Will, zatytułowany A Wrenched Virile Lore, autorstwa różnych artystów, w tym Justina Broadricka i The Soft Moon.

### Rave Tapes(2014)

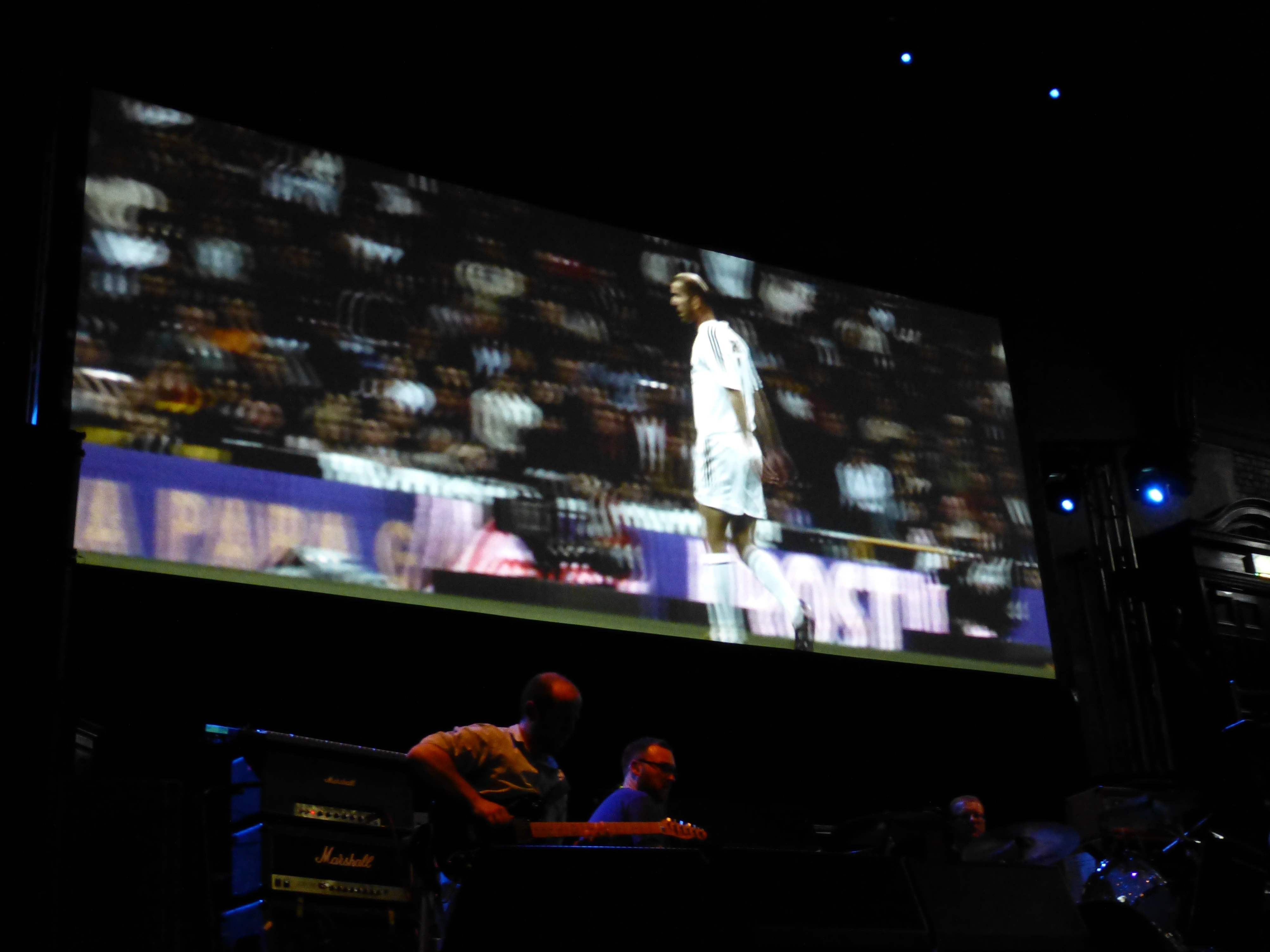
Mogwai podczas wykonania muzyki ze ścieżki dźwiękowej do filmu Zidane: A 21st Century Portrait (Manchester, 19 lipca 2013)

W lipcu 2013 roku Mogwai po raz pierwszy zaprezentował swoją ścieżkę dźwiękową do filmu Zidane: A 21st Century Portrait na koncertach w Wielkiej Brytanii.  
5 sierpnia 2013 roku w studiu Castle Of Doom w Glasgow zespół rozpoczął rejestrowanie utworów przeznaczonych na nowy album, Rave Tapes. Produkcją zajął się Paul Savage. Zakończenie prac nad albumem Mogwai ogłosił na Twitterze 4 października 2013 roku. Album został zmasterowany w Abbey Road Studios w następnym tygodniu.
Album został wydany w dniach 14–21 stycznia 2014 roku w Wielkiej Brytanii, Europie i Stanach Zjednoczonych.
Doszedł do 10 miejsca na UK Albums Chart, 55. na Billboard 200 i 2. na Scottish Albums Chart. W kwietniu był najlepiej sprzedającym się albumem winylowym w Wielkiej Brytanii.
W grudniu tego samego roku zespół wydał EP-kę Music Industry 3. Fitness Industry 1., na której znalazły się remiksy utworów z Rave Tapes autorstwa Blanck Mass, Pye Corner Audio i Nilsa Frahma, jak również nie wydane wcześniej nagrania.

### 20. rocznica powstania zespołu (2015)
26 stycznia 2015 roku członkowie zespołu zapowiedzieli serię koncertów dla uczczenia 20-lecia istnienia Mogwai. Z tej samej okazji w październiku wydana została obszerna kompilacja, Central Belters (w wersji 6 LP lub 3 CD).
15 listopada zespół na swojej stronie internetowej oficjalnie poinformował, iż gitarzysta John Cummings „odszedł, by zająć się realizacją własnych projektów muzycznych”. Muzycy jednocześnie zapowiedzieli, że będą kontynuować działalność jako kwartet korzystając podczas koncertów ze wsparcia Scotta Patersona i Luke’a Sutherlanda.

### Every Country’s Sun(2017)

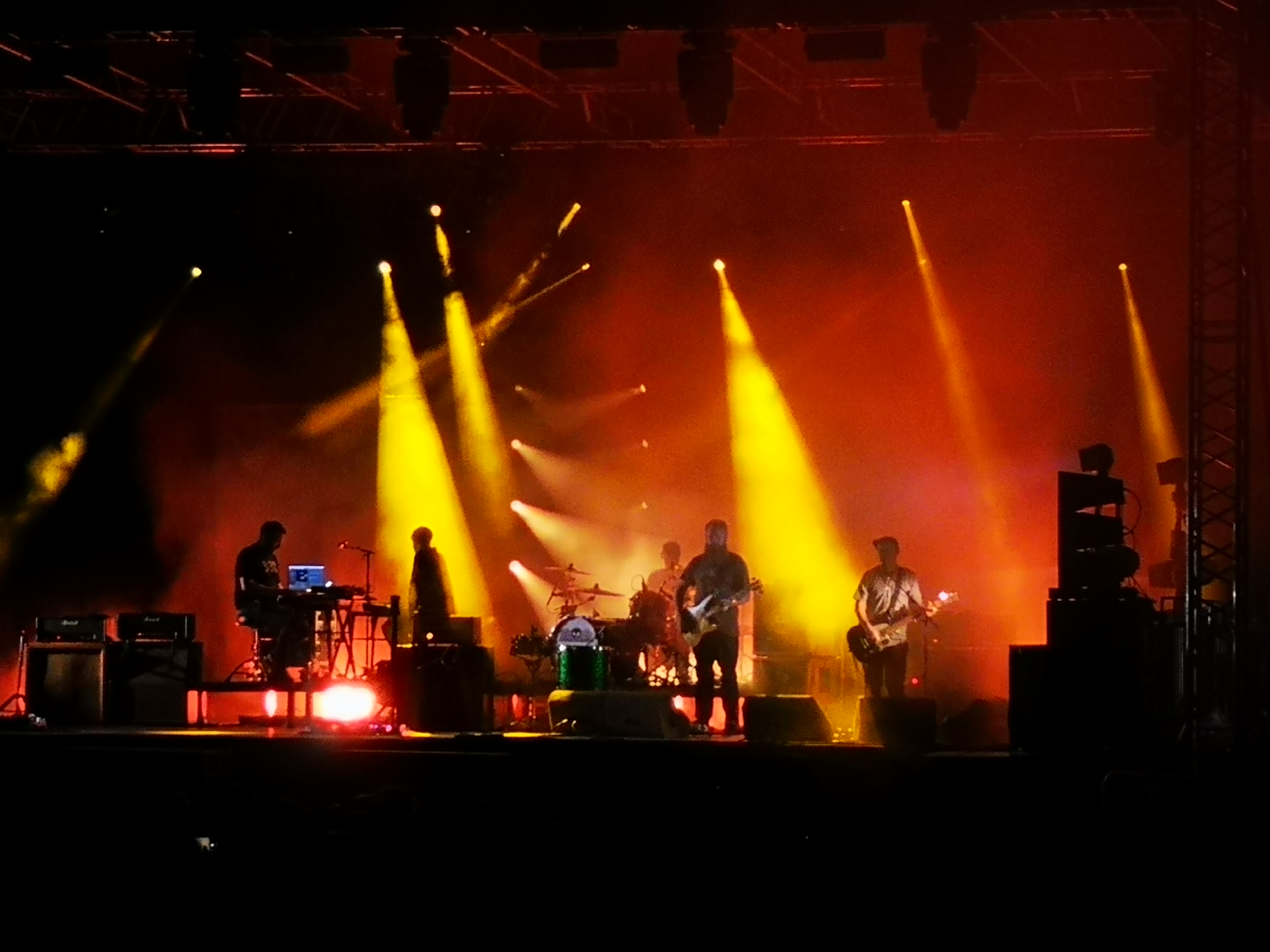
Mogwai podczas koncertu w Castello Visconteo (Pawia, 11 lipca 2018)

W 2017 roku Mogwai zrealizował swój dziewiąty album studyjny, Every Country’s Sun. Znalazło się w nim wiele z doświadczeń zespołu, zgromadzonych przez ponad dwie dekady jego działalności, zwłaszcza z surowej, agresywnej melodyki lat 90. XX wieku. Album powstał we współpracy z Dave’em Fridmannem, który był producentem wczesnych albumów zespołu, Come On Die Young i Rock Action.
W marcu zespół zapowiedział serię koncertów na całym świecie, mających promować nowe wydawnictwo.
Album został wydany 1 września jednocześnie w Wielkiej Brytanii, Europie i Stanach Zjednoczonych. Doszedł do 2. miejsca na Scottish Albums Chart i 6. na UK Albums Chart.

### As the Love Continues(2021)
19 lutego 2021 roku, dokładnie w 25. rocznicę debiutanckiego singla, „Tuner”/„Lower” ukazał się dziesiąty album studyjny Mogwai, As the Love Continues. Zrealizowany został we współpracy z długoletnim współpracownikiem Dave’em Fridmannem, który był producentem wczesnych albumów zespołu, Come On Die Young z 1999 roku, Rock Action z 2001 roku oraz przedostatniego, Every Country’s Sun. Do współpracy zostali zaproszeni również Atticus Ross i Kirk Hellie (zagrali w „Midnight Flit”) oraz saksofonista Colin Stetson (zagrał na saksofonie w „Pat Stains”). Album był nagrywany w Worcestershire w Wielkiej Brytanii, ale jego produkcja miała miejsce, z uwagi na pandemię COVID-19, w Stanach Zjednoczonych. Ukazanie się albumu na rynku zwiastował teledysk do singla „Dry Fantasy”.
Był pierwszym albumem zespołu, który dotarł do 1. miejsca na liście przebojów zajmując je jednocześnie na 3 listach: Scottish Albums Chart, UK Albums Chart i UK Independent Albums Chart.
W lipcu 2021 roku album został zgłoszony (obok albumów nr 1 Wolf Alice i Celeste) do nagrody Mercury Prize 2021.
Zdobył nagrodę Szkockiego Albumu Roku (Scottish Album of the Year Award).

### The Bad Fire(2025)
Pod koniec października 2024 roku Mogwai potwierdził, że jego kolejny album będzie zatytułowany The Bad Fire (szkockie potoczne określenie piekła) i trafi do sprzedaży 24 stycznia 2025 roku za pośrednictwem Rock Action Records. Wydawnictwo będzie kontynuacją albumu As The Love Continues, po wydaniu którego, jak zwierzył się zespół: „kolejne lata były dla nas trudne. Poradziliśmy sobie z wieloma stratami, a w przypadku Barry’ego z poważną chorobą rodzinną jednej z jego córek. Powrót do siebie, aby napisać i nagrać tę płytę, był jak schronienie, a dzięki Johnowi Congletonowi czujemy, że stworzyliśmy coś wyjątkowego”. Wraz z zapowiedzią albumu muzycy udostępnili również nowy singiel, „Lion Rumpus”, drugi po wydanym nieco wcześniej „God Gets You Back”.
Zgodnie z zapowiedzią album został wydany 24 stycznia 2025 roku jednocześnie w Wielkiej Brytanii i Europie oraz w USA jako LP i digital download. Tego samego dnia został udostępniony w serwisach streamingowych, między innymi w Spotify i Apple Music. 31 stycznia zajął 1. miejsce na Scottish Albums Chart.

### Muzyka filmowa
W połowie I dekady 2000 roku Mogwai rozpoczął karierę w muzyce filmowej, która stała się w kolejnych latach ważną częścią jego twórczości muzycznej. Zespół współpracował z Clintem Mansellem i Kronos Quartet nad ścieżką dźwiękową do filmu Darrena Aronofsky’ego Źródło z 2006 roku.
W tym samym roku zespół skomponował również muzykę do filmu Zidane - portret z XXI wieku. Album ze ścieżką, zatytułowany Zidane: A 21st Century Portrait, ukazał się 30 października tego samego roku.
W 2012 roku zespół skomponował muzykę do francuskiego serialu Powracający, emitowanego przez Canal+. Album ze ścieżką dźwiękową, Les Revenants, wydany został 22 lutego 2013 roku.
W 2015 roku Mogwai napisał muzykę do brytyjskiego filmu dokumentalnego Atomic, Living in Dread and Promise w reżyserii Marka Cousinsa. Album ze ścieżką dźwiękową, zatytułowany Atomic, wydany został 1 kwietnia 2016 roku.
W 2016 roku Stuart Braithwaite wspólnie z Alexem Kapranosem (z zespołu Franz Ferdinand) oraz z RM Hubbertem, Emmą Pollock i Paulem Savage’em (z The Delgados) wystąpił w filmie dokumentalnym Lost in France, wyreżyserowanym przez Nialla McCanna, a poświęconym rozwojowi sceny muzycznej w Glasgow.
W tym samym roku, 21 października wydana została ścieżka dźwiękowa do filmu Before the Flood, zatytułowana tak samo, a zrealizowana we współpracy z: Trentem Reznorem, Atticusem Rossem i Gustavem Santaolallą.
W sierpniu 2017 roku serwis Film Music Reporter ogłosił, iż zespół Mogwai komponuje muzykę filmową do powstającego dreszczowca Kin. Zabójcza broń w reżyserii Jonathana i Josha Bakerów, z udziałem Jacka Reynora, Jamesa Franco, Zoë Kravitz, Carrie Coon i Dennisa Quaida. Album ze ścieżką dźwiękową został wydany 31 sierpnia 2018 roku jednocześnie w Wielkiej Brytanii, Europie oraz w Stanach Zjednoczonych i Kanadzie.
1 maja 2020 roku wyszedł album ze ścieżką dźwiękową do serialu telewizyjnego ZeroZeroZero.
8 lipca 2022 roku zespół udostępnił za pośrednictwem serwisu Bandcamp skomponowaną przez siebie ścieżkę dźwiękową do serialu Black Bird, emitowanego przez Apple TV+.
Oprócz tego poszczególne utwory zespołu znalazły się na ścieżkach dźwiękowych ponad 40 filmów i seriali TV.

## Występy na Off Festival
W sierpniu 2008 i 2011 zespół wystąpił na festiwalu muzyki alternatywnej Off Festival w Mysłowicach i Katowicach.

## Muzyka i styl
Członkowie Mogwai byli jeszcze przed powstaniem zespołu fanami Joy Division. Wśród zespołów, które wywarły na nich wpływ wymieniali MC5, My Bloody Valentine i Fugazi. Od momentu swego debiutu Mogwai rozwinął na czterech pierwszych albumach swój charakterystyczny styl apokaliptycznego, ale głęboko zhumanizowanego noise’u, ustanawiając – zdaniem Sharon O’Connell – transcendentalnie efektywną dynamikę typu „cicho-głośno/cicho-głośno” jako swoją własną i dając początek pokoleniu naśladowców. Z uwagi na powolne konstruowanie utworów, instrumentalnych ćwiczeń i neoklasycznego majestatu swoich bardziej ambitnych utworów są zazwyczaj określani jako zespół post-rockowy.

## Skład zespołu
Obecny skład zespołu
- Stuart Braithwaite – gitara, śpiew (od 1995)
- Dominic Aitchison – gitara basowa (od 1995)
- Martin Bulloch – perkusja (od 1995)
- Barry Burns – gitara, instrumenty klawiszowe, śpiew (od 1998)

Byli członkowie zespołu
- Brendan O’Hare – perkusja (1997)
- John Cummings – gitara (1995–2015)

Muzycy sesyjni i koncertowi
- Luke Sutherland – gitara, skrzypce, śpiew (1998–2016)
- Alex Mackay – keyboard, gitara (2018)
- Catherine Myers – perkusja (2018)

## Dyskografia

### Albumy studyjne
- Young Team (1997)
- Come On Die Young (1999)
- Rock Action (2001)
- Happy Songs for Happy People (2003)
- Mr Beast (2006)
- The Hawk Is Howling (2008)
- Hardcore Will Never Die, But You Will (2011)
- Rave Tapes (2014)
- Every Country’s Sun (2017)
- As the Love Continues (2021)
- The Bad Fire (2025)